# Johannes Pujasumarta
Johannes Maria Trilaksyanta Pujasumarta (ur. 27 grudnia 1949 w Surakarcie; zm. 10 listopada 2015 w Semarangu) – indonezyjski duchowny katolicki, biskup diecezjalny Bandung 2008–2010 i arcybiskup Semarangu w latach 2010–2015.

## Życiorys
Święcenia kapłańskie otrzymał 25 czerwca 1977 i został inkardynowany do archidiecezji Semarang. Był m.in. wychowawcą w niższym seminarium, opiekunem seminaryjnego rocznika propedeutycznego, rektorem seminarium w Yogyakarcie oraz wikariuszem generalnym diecezji.
17 maja 2008 papież Benedykt XVI mianował go biskupem diecezjalnym Bandung. 16 lipca 2008 z rąk kardynała Juliusa Darmaatmadja przyjął sakrę biskupią. 12 listopada 2010 mianowany arcybiskupem Semarangu.
Zmarł w szpitalu w Semarangu 10 listopada 2015.